# Potop (zgodovina)
Potop (poljsko pоtор szwedzki, litovsko švedų tvanas) je skupno ime niza  vojnih pohodov v poljsko-litovski Republiki obeh narodov sredi 17. stoletja. Izraz se v širšem smislu uporablja za obdobje od vstaje Bogdana Hmelnickega leta 1648 do  miru, sklenjenim leta 1667 v Andrusovu, se pravi da zajema rusko-poljsko vojno in drugo severno vojno.  V ožjem smislu se nanaša samo na švedsko invazijo in okupacijo Republike obeh narodov v drugi severni vojni (1655–1660). V Poljski in Litvi se to obdobje imenuje švedski potop (poljsko potop szwedzki, švedsko  Svenska syndafloden) ali, manj pogosto, rusko-švedski potop (poljsko potop szwedzko-rosyjski). zaradi rusko-poljske vojne 1654–1667.
Izraz potop je populariziral Henryk Sienkiewicz v svojem romanu Potop (1886).
Poljska in Litva sta v vojnah s Švedsko in Rusijo izgubili približno tretjino prebivalstva, se pravi več kot v drugi svetovni vojni, in status evropske velesile. Po mnenju profesorja Andrzeja Rottermunda, upravnika Varšavskega gradu, je bilo uničenje v potopu večje od uničenje v drugi svetovni vojni. Rottermund trdi, da so švedski napadalci Poljsko oropali njenih največjih zakladov. Večina ukradenega  se ni nikoli vrnilo na Poljsko. Prestolnica Varšava je bila popolnoma uničena. Od njenih predvojnih 20.000 prebivalcev je vojno preživelo samo 2.000. Po poljskih ocenah iz leta 2012 je poljska vojna škoda znašala štiri milijarde zlotov. Švedi in Rusi so popolnoma uničili 188 naselij in mest, 81 gradov in 136 cerkva.

## Vstaja kozakov v Ukrajini
Vstaja Zaporoških kozakov se je začela z zmago nad poljsko-litvansko vojaško enoto aprila 1648 pri Želtyh vodah. Kozaški hetman Bogdan Hmelnicki se je nato povezal s Krimskimi Tatari in naslednji mesec z močno njihovo soudeležbo (15.000 Kozakov in 40.000 Tatarov) pri Koršunu ponovno uničil poljske branilce (8.000). Kozaško-tatarske zmage so se potem kar vrstile in potegnile za seboj ukrajinske kmete in meščane, že dolgo nezadovoljne z oblastjo poljskih in litovskih magnatov. Za božič 1648 je Kijev Hmelnickega pozdravil kot rešitelja pravoslavja. Februarja 1649 je zavzel Perejaslav. Hmelnicki je že imel pred očmi samostojno kozaško državo. Vendar se je avgusta 1649 njegovo napredovanje ustavilo ob junaški poljski obrambi obleganega Zbaraža. Poljski kralj Ivan II. Kazimir je že prihajal na pomoč s svežo vojsko, ko se mu je pred spopadom s kozaško-tatarskim nasprotnikom pri bližnjem Zborówu posrečilo, da je s privlačno denarno ponudbo prepričal tatarskega kana (ki v resnici sploh ni želel, da bi nastala samostojna ukrajinska država Kozakov), da je zapustil bojišče. Hmelnicki, ki je ostal brez zaveznika, je tako sprejel kompromisni sporazum, ki ga je predlagal kralj. Zbórowski sporazum je namesto priznanja samostojnosti Kozakov samo povečal število registriranih (priznano svobodnih) kozakov na 40.000 in hkrati vzpostavil plemiško oblast nad ostalimi (neregistriranimi) kozaki in nad kmeti. Z njim nista bila zadovoljna niti kozaška niti poljska stran in ni mogel dolgo trajati.
Potem ko je leta 1651 umrl vodja zmernejše stranke med poljskim plemstvom Jerzy Ossoliński in je na Poljskem prevladala bojevita stranka, je prišlo do ponovnih sovražnosti. Upor so začeli od Hmelnickega naščuvani kmetje na  Velikopoljskem in v Podhalu; škofovske milice so oba upora neusmiljeno zadušile. Kronska vojska˙(kvartna vojska - wojsko kwarcíane) in črna vojska (vojska šlahte - pospolite ruszenie), ki sta bili tedaj že v Ukrajini, sta se spopadli s kozaško-tatarsko koalicijo v tridnevni bitki pri Berestečku (28.-30. junija 1651, v Voliniji, južno od reke Styr). Večja bojna pripravljenost manj številne poljske vojske in umik Tatarov z bojišča, ki so že drugič izdali Hmelnickega in ga celo zajeli in odpeljali s seboj z bojišča, sta pripeljala do hudega poraza Kozakov, ki so ostali brez vodje (preko 30.000 mrtvih), in do odločilne zmage Poljske-Litve.
Hmelnicki je, potem ko je prišel na prostost, spet zbral okrog sebe 50.000 mož, ki so se septembra 1651 spopadli s Poljsko-Litvo pri  Beli cerkvi ob reki Ros, 80 km južno od Kijeva. Mir, ki je sledil, je bil za Kozake manj ugoden od zbórowskega: število registriranih kozakov se je zmanjšalo na 20.000, kar je povzročilo njihovo izseljevanje v Rusijo; odvzete so jim bile pravice za naseljevanje in upravljanje nekaterih pokrajin v Ukrajini, kar jim je bilo prej dovoljeno.
Boji pa so se kmalu spet nadaljevali in v naslednjih letih sta bila nasprotni si strani skoraj neprestano v vojni; vojno so krojili Tatari, ki so kot zavezniki prehajali iz ene na drugo stran in niso nobeni strani dovolili prevlade V takšnih okoliščinah so se Kozaki vse boj približevali pravoslavni Rusiji, v kateri so videli versko in jezikovno svobodno državo. Leta 1653 je zemski sobor (ruski parlament) v Moskvi pristal, da jih spejme v okrilje Rusije. Dogovor je bil kronan leta 1654 s pogodbo v Perejaslavlu. Ukrajina je kot del Rusije dobila delno avtonomijo. Rusija ji je s tem dala legitimnost in jo zavarovala pred napadi s poljske strani ter pred agresijo Turčije. Tatari so postali zavezniki Poljske-Litve.

## Prvi del vojne z Rusijo
S Kozaki na svoji stani je Rusija oktobra 1653 Poljski-Litvi napovedala vojno. Julija 1654 je zasedla poljske obmejne trdnjave in začela oblegati Smolensk, ki je septembra padel. Na severu je druga vojska iz ruskega Pskova zasedla litvanska mesta Nevel, Polock, Vitebsk, napredovala v poljsko Livonijo in se utaborila v Ludzi in Rēzekne. Istočasno je južna vojska iz ruskega Barjanska prodrla v Ukrajino in se skupaj z vojsko Hmelnickega utrdila v  mestih Ostrog in Rovno v Voliniji. Ker je bilo prebivalstvo Rusom naklonjeno, so se mnoga mesta predajala brez ali z zelo malo odpora.
Spomladi leta 1655 je Poljska v protiofenzivi nazaj zavzela Oršo in oblegala Mogilev. Car se je hitro odzval in udaril z močno vojsko. Julija je z malo odpora padel Minsk. Kozaki so poleti v Litvi zavzeli Vilno, Kaunas in Grodno. Knez Volkonski je priplul v Kijev po Dnepru in naprej v Pripjat in zavzel Pinsk. Ruska in kozaška vojska sta septembra zavzeli Lvov in prišli pred vrata Lublina; nekatere kozaške skupine so dosegle celo Vislo.
Ker pa je poleti 1655 v oslabljeno deželo s severa vdrla še švedska vojska, se je car ustrašil, da bo prišlo do združitve Švedske in Poljske v močno državo, ki bi bila Rusiji zelo nevarna. Novembra 1655 je v Vilni s Poljsko-Litvo sklenil premirje in naslednje leto napadel Švedsko.

## Švedska invazija na Poljsko-Litvo
Tudi švedski kralj Karel X. Gustav je želel biti udeležen pri razkosavanju oslabljene dežele, še posebej ker ga je k temu nagovarjal poljski magnat Heronim Radziejewski, ki je zaradi osebnega spora s poljskim kraljem pobegnil v Stockholm. Karel Gustav je prelomil stumsdorfsko premirje iz leta 1635 in zavzel najprej poljske posesti ob Baltiku, potem pa do julija 1655 skoraj brez boja ves zahodni del države. Varšava je padla skoraj brez strela in kmalu se je moral vdati tudi Krakov, ki ga je branil eden najbolj nadarjenih tedanjih poljskih poveljnikov Stefan Czarniecki. Šlahta in magnati so pristali na sodelovanje s Švedi (tudi kasnejši poljski kralj Jan Sobieski). Ivan II. Kazimir je z dvorom pobegnil k Habsburžanom v Šlezijo, doma pa je dobivala vse več privržencev zamisel, da bi ga vrgli s prestola in izvolili za kralja Karla Gustava (oba sta bila iz dinastije Vasa, njuna očeta sta bila bratranca).
Nasilno vedenje in ropanje švedskih vojakov, ki je najbolj prizadelo kmete, pa je kmalu sprožilo spontan ljudski odpor, ki so ga podžigala tudi verska čustva pretežno katoliškega prebivalstva do protestantskih osvajalcev. Jeseni 1655 je prišlo do oboroženih nastopov proti okupatorjem. Začeli so ga častniki kronske vojske, ki niso prišli na sovražnikovo stran; na lastno pest so organizirali odrede, ki so se vanje stekali z vseh strani meščani, kmetje in manj premožni a bolj domoljubni plemiči, in začeli s partizanskim načinom bojevanja. Sovražno razpoloženje proti protestantskim napadalcem se je še posebej povečalo, ko so ti dva meseca oblegali po čudežih sloveči samostan pavlincev v Čenstohovi in ga niso uspeli zavzeti.
Decembra 1655 je mesto Nowy Sącz rešila iz švedskih rok vojska več tisoč kmetov. Ljudskemu gibanju se je pridružilo še plemstvo, ki ga je švedsko vladanje razočaralo. Glavni preobrat v poteku dogodkov pa je decembra 1655 prinesla povezava poljske vojske v Tyszowcah v vojaško konfederacijo (konfederacja tyszowiecka) .
Januarja 1656 se je kralj vrnil domov. Da bi spodbudil kmete k nadaljnjemu bojevanju, je 1.aprila 1656 (v zelo splošno formuliranih) lvovskih obljubah zagotovil, da bo poskrbel za izboljšanje življenja podložnikov.
Do maja je bil osvojen že velik del države. Junija 1656 je Stefan Czarniecki osvobodil Varšavo, a le za kratek čas. Karel X. Gustav se je povezal z brandenburškim volilnim knezom Friderikom Viljemom, ki je imel disciplinirano, moderno organizirano armado, in skupaj sta v tridnevni bitki ("pokol pri  Varšavi", 28.-30. julija) premagala poljske branilce in ponovno zavzela deželo. 
Karel Gustav se je  zavedal, da ne bo mogel sam obvladati poljskega plena, zato je pritegnil k delitvi Friderika Viljema ter mu za podporo obljubil Varmijo in Velikpoljsko ter priznanje popolne suverenosti v Vzhodni Prusiji. Tretji udeleženec te delitve naj bi bil sedmograški vojvoda Jurij II. Rákóczi, ki je v začetku leta 1657 vkorakal na ozemlje Poljske-Litve.
A tudi Poljska se je ozrla po zaveznikih; za boj proti Švedski je pridobila Dansko in Rusijo. Danski kralj Friderik III. je izkoristil odsotnost Karla Gustava in njegove vojske in spomladi 1657 zavzel južni del Švedske, da bi poravnal njune stare račune iz "Tortenstonove vojne" (1643-45). To je prisililo Karla Gustava, da je junija 1657 z vojsko odkorakal proti Danski in pustil švedske posadke le v nekaterih poljskih mestih. Poljski je priskočil na pomoč tudi cesar in prepričal poljskega kralja, da je z ugodno ponudbo pridobil na svojo stran tudi Friderika Viljema: v wehlawski pogodbi (september 1657) mu je priznal suverenost v Vzhodni Prusiji (enako kot prej Karel Gustav) in mu odstopil lęborsko-bytovsko pokrajino. Poljski magnat Jerzy Lubomirski je s spretno operacijo na severnem Sedmograškem prisilil Rákóczija k umiku s Poljskega. Poljska je bila zaenkrat  rešena nevarnosti s strani Švedske in njenih zaveznikov.
 
(Mir je bil sklenjen šele po smrti Karla Gustava, maja 1660 v Oliwi)

## Kozaška vojvodina Rutenija Jana Wyhowskega
Avgusta 1657 je umrl hetman Bogdan Hmelnicki. Kozaška elita, ki se je naveličala ruske avtoritarnosti, se je zavzemala za zbližanje s Poljaki, medtem ko so večina kozakov in širše množice prebivalstva ostali do njih nezaupljivi in sovražni. Tako si je moral predstavnik elite, hetman Jan Wyhowski, nasledstvo po Hmelnickem zagotoviti v spopadu z nasprotno stranjo (terjal je kar 50.000 mrtvih). S Poljaki je septembra 1658 sklenil hadziaški sporazum, po katerem naj bi Kozaki dobili svojo državo Rutenijo, v kateri bi imelo kozaško plemstvo enake privilegije kot šlahta na Poljskem. Unija bi bila sestavljena iz treh enot Poljske, Litve in Rutenije. Vendar je sporazum ostal na nivoju predloga. Večina kozakov ni verjela  v dobronamernost Poljakov in ukrajinski kmetje so, ne brez vzroka, videli v njem nov poizkus obnovitve poljske fevdalne oblasti v Ukrajini.
Pa tudi Rusi niso gledali mirno, kako del njihovega carstva paktira s sovražnikom. V Ukrajino so poslali veliko vojsko (150.000 mož) in nadaljevali rusko-poljsko vojno. Wyhowski je imel na razpolago 60.000 kozaških in poljskih vojakov in 40.000 tatarskih zaveznikov. V bitki pri Konotopu (junij 1659) je Wyhowski Ruse premagal. Ker pa so ruske posadke še obvladovale mnoga ukrajinska mesta in so se Tatari zaradi domačih nemirov vrnili domov, Wyhowski zmage ni mogel unovčiti. Leta 1659 se je proti njegovi oblasti dvignila nova vstaja, ki ji ni bil kos in se je umaknil s hetmanskega položaja.

## Mir v Oliwi
Aprila 1660, po smrti Karla X. Gustava, je prišlo s posredovanjem Francije v Oliwi do sklenitve miru med Švedsko, Poljsko-Litvo, Brandenburgom in Habsburžani. Ivan II. Kazimir se je odrekel pravici do švedskega prestola (pri kateri so dotlej vztrajali poljski kralji od Sigismunda III. naprej); Švedska se je odpovedala ozemeljskim pridobitvam na Poljskem z izjemo Livonije, ki jo je  obdržala vse do Dvine; Brandenburgu je bila potrjena suverenost nad Knežjo Prusijo.

## Obrat v rusko-poljski vojni
Mir na severozahodu je omogočil Poljski-Litvi, da je prestavila vso svojo vojsko na vzhod in začela ponovno osvajati izgubljena ozemlja. Junija 1660 je ob reki Polonki v Belorusij pred njihovo vojsko klonila precej večja ruska vojska (13.000 : 24.000 mož) in utrpela velike izgube (15.000 mož). Po nadaljnjih poljskih zmagah, ki so rusko vojsko prisiljevale k umiku, je bila odločilna bitka pri Čudnivu (danes Žitomirska oblast, v njej je sodelovalo 40.000 Poljakov in Tatarov proti 30.000 Rusom in Kozakom), po kateri je ruski poveljnik Vasilij Šeremetev kapituliral in so Tatari odpeljali v suženjstvo vse preživele sovražne vojake. Ker pa tudi za poljske vojake ni bilo poskrbljeno (ranjenci niso dobili oskrbe, večina vojakov pa ne plače, tako da so se razkropili), Poljaki niso mogli s pobudo nadaljevati boja in so dali Rusom čas, da so se opomogli.
Umikanje ruske vojske je prisililo carja, da se je julija 1661 z mirom v Kadizu zavaroval pred morebitnimi novim švedskim napadom; z mirom, ki je nadomestil dotedanje premirje, se je Rusija odpovedala vsem v vojni osvojenim ozemljem in je potrdila ozemeljsko stanje iz mira v Stolbovu (1617); tako je bila ponovno odrezana od Baltiškega morja.
Koncem leta 1663 je Ivan II. Kazimir z veliko vojsko prekoračil Dneper. Mesta so se mu večinoma predajala brez boja, ne pa tudi mesto Gluhiv, ki se je junaško branilo. Napadalcem je uspelo prebiti obzidje in dvakrat vdreti v mesto, a so jih branilci obakrat spet vrgli ven in jim prizadejali velike izgube. Ker je prihajala mestu na pomoč velika ruska vojska in so izbruhnili upori prebivalstva v že zavzetih mesti, je Ivan II. Kazimir ukazal umik.
Poleti 1664 je poljsko-litvanska vojska ponovno zmagala pri Vitebsku. Začela so se mirovna pogajanja, ki so se vlekla do januarja 1667. V tem času so se Kozaki sprli med seboj , v Poljski-Litvi pa je izbruhnila državljanska vojna.

## Zarota Lubomirskega
Vojna s Švedsko je jasno razkrila slabosti poljsko-litvanske države, v kateri je veliko plemstvo zasledovalo samo svoje koristi in s podkupovanjem izkoriščalo plemiški parlamentarizem sebi v prid.
 
Dvor je zato objavil načrt za reformo: v sejmu naj bi po novem odločala dvotretjinska večina, od šlahte pa naj bi pobirali stalne davke. Za uresničitev reforme pa dvor ni imel veliko zaveznikov: poljsko meščanstvo je bilo slabotno in se ni zanimalo za državne zadeve, šlahta je čutila odpor do kakršne koli spremembe; kralj je lahko računal le na podporo kralju vdanih magnatov, ki so bili za ceno novih položajev in dohodkov pripravljeni podpreti dvor. Ker ti niso zadoščali, je skušal dobiti podporo v Franciji tako, da bi še za življenja Ivana II. Kazimirja poklicali na poljski prestol sina francoskega kneza Condeja, Eugena d'Enghien. Izvolitev vivente rege, ki bi vodila k okrepitvi kraljeve oblasti, je šlahta občutila kot atentat na svojo pravico svobodne izbire, enega temeljnih kamnov plemiške demokracije. 
Njeno ogorčenje je s pridom izkoristila magnatska opozicija, katere sveto jezo zaradi kršitve "zlate svobode" sta radodarno podpirala Dunaj in Berlin, prestolnici dveh držav, zainteresiranih za ohranitev dotedanje notranje ureditve Poljske. Tako je aristokratska opozicija (Jerzy Lubomirski, Jan Leszczyński, Krzysztof Grzymułtowski) z lahkoto ovrgla v sejmih 1661-1662 predlagane reformne načrte. Kot mogočen zaveznik magnatskih nezadovoljnežev je nastopila "blagoslovljena zveza", ki jo je ustanovila združena vojska. Njeni vojaki niso samo terjali, da se jim izplačajo zapadli prejemki, temveč so tudi grozili, da bodo s sabljami posekali privržence elekcije vivente rege.
Kljub vsemu se dvor svojim načrtom ni odrekel. Za uvod naj bi s političnega prizorišča odstranili glavnega voditelja opozicije Jerzyja Lubomirskega. Skupščinsko sodišče ga je (1664) obsodilo zaradi veleizdaje na izgon in izgubo časti, a Lubomirski obsodbe ni sprejel in je izzval zaroto, ki je po njem dobila tudi ime.
Dve leti (1665-66) so trajali bratomorni boji in pustošili deželo. Lubomirski je premagal kraljevo vojsko pri Mątwah (bitka je bila ena najbolj krvavih v 17. stoletju na Poljskem), končno pa se je uklonil kralju in odšel v Šlezijo. Nagla smrt (1667) mu je pretrgala kovanje nadaljnjih spletk; te so bile navadno politično izdajstvo. Lubomirski je bil voljan odstopiti del poljskega ozemlja brandenburškemu volilnemu knezu in cesarju, od katerih je dobival denarno pomoč. Dogovarjal se je tudi z Moskvo. Njegov program ni vseboval nobenih konstruktivnih prvin, nasprotno, s svojo zahtevo po ohranitvi vseh sistemskih anomalij je za dolgo onemogočil izvedbo kakršnihkoli reform.
Z mirom v Łegonicah je moral kralj opustiti planirane reforme. V državljanski vojni izčrpana država se z Rusi ni mogla enakopravno pogajati o pogojih miru.

## Mir v Andrusovu
Tako kot Poljska-Litva tudi Rusija zaradi notranjih težav (bankrot države) ni bila sposobna nadaljevati vojne. Državi sta januarja 1667 v Andrusovu zaključili mirovna pogajanja, ki so tekla že od leta 1664: Ukrajina na levem bregu Dnepra ter Černigova, severska (okrog Novgoroda-Severskega) in smolenska pokrajina so pripadle Rusiji (za kompenzacijo 200.000 rubljev). Za dve leti - dejansko pa za stalno - je Rusija dobila tudi Kijev (dokončno je Kijev pripadel Rusiji z "večnim mirom" leta 1686, ko je zanj plačala 146.000 rubljev). Slabi mirovni pogoji, ki jih je v pogajanjih dosegla Poljska, so bili odraz njenega oslabljenega gospodarskega in vojaškega položaja, predvsem pa konfliktnih notranjepolitčnih razmer in, posledično, izgubljenega mednarodnega ugleda.